# Achyranthes geminata
Achyranthes geminata är en amarantväxtart som beskrevs av Peter Thonning. Achyranthes geminata ingår i släktet Achyranthes och familjen amarantväxter. Inga underarter finns listade i Catalogue of Life.